# Eleccions federals alemanyes de 1953
Les eleccions federals alemanyes de 1953 es van celebrar el 6 de setembre de 1953 per a escollir els 509 membres del Bundestag de la República Federal d'Alemanya. Serien les primeres eleccions realitzades després de la fi de l'ocupació aliada, i els primers comicis que administrarien enterament les noves autoritats sobiranes del país.

## Antecedents
Les eleccions van tenir lloc poc després de la insurrecció del 17 de juny al Berlín Est.

## Sistema electoral
La nova constitució, que va entrar en efecte en 1949 no va establir un sistema electoral específic per escollir el Bundestag, però un comitè del Parlamentarischer Rat (Consell Parlamentari) va redactar una llei que havia de servir per regular les primeres eleccions, i deixar que el nou Parlament escollís el sistema electoral.
La nova llei electoral fou promulgada el 8 de juliol de 1953 i va ser en base a aquesta que es van celebrar les eleccions del 6 de setembre de 1953. La Llei Electoral preveia un sistema de representació proporcional mixta amb un sistema de doble vot, per a candidats directes (Erststimme) i per llista del partit (Zweitstimme). Mitjançant escrutini majoritari uninominal serien elegits 242 escons, i els altres 245 mitjançant representació proporcional per llistes.
També va entrar en vigor a partir d'aquesta elecció la clàusula del cinc per cent a nivell nacional, obligant a arribar al llindar per accedir a la representació proporcional sense triomfar a cap districte uninominal. A les anteriors eleccions, la clàusula va estar en vigor però a nivell estatal, és a dir, que els partits havien de rebre el 5% dels vots en un estat per rebre representació.
Una altra clàusula important va ser la del mandat bàsic, que consistia en què els partits que no haguessin obtingut el 5% dels vots però si un nombre determinat de candidats electes directament en districtes (mandats directes), podrien obtenir representació parlamentària. Només en aquestes eleccions, i posteriorment a les de 1957 i 1994, s'utilitzaria aquesta clàusula a nivell federal, i no només en alguns estats. El nombre de mandats directes requerits per obtenir representació parlamentària va ser de tres mandats fins a 1957, encara que anteriorment només era requerit un mandat. A nivell estatal, els estats que la implementessin podien variar la quantitat d'ordres directes requerides.

## Resultats
En les eleccions la governant Unió o CDU/CSU, liderada pel Canceller Konrad Adenauer, va obtenir un ressonant triomf amb el 45.17% dels vots i 249 escons, quedant-se a tan sols 6 d'obtenir la majoria absoluta. El Partit Socialdemòcrata (SPD), malgrat la derrota, va aconseguir consolidar-se com a principal partit d'oposició, mentre que el Partit Democràtic Lliure (FDP), en coalició amb la Unió des del 1949, es va mantenir en la cinquantena de diputats, perdent tan sols un membre.
Les eleccions van suposar la confirmació de la política d'Adenauer d'aconseguir la igualtat per a Alemanya i les altres nacions del món lliure i d'obviar una política de totalitarisme i radicalisme.
Pel que fa als partits minoritaris, l'anomenada Lliga dels Expulsats (GH-BHE), que representava els interessos dels alemanys ètnics expulsats dels territoris cedits al 1945, va entrar amb força al Bundestag amb el 5,87% dels vots i 27 diputats, mentre que el Partit Alemany (DP) i el Partit de Centre (Zentrum) van veure reduïda la seva representació. Especialment sagnants van ser els resultats del Partit Comunista (KPD), fins aleshores quarta força, situant-se tan sols amb 2.21% dels vots i perdent tota la seva presència parlamentària.
|                                 |                                     |                                     |                     |                     |                     |                        |                        |                        |           |           |      |
| Partit                          | Partit                              | Partit                              | Districte Electoral | Districte Electoral | Districte Electoral | Llista del Partit      | Llista del Partit      | Llista del Partit      | Deleg.    | Total     | +/-  |
| Partit                          | Partit                              | Partit                              | Vots                | %                   | Escons              | Vots                   | %                      | Escons                 | Deleg.    | Total     | +/-  |
|                                 |                                     | Unió Demòcrata Cristiana (CDU)      | 9.577.659           | 34.80               | 130                 | 10.016.594             | 36.36                  | 61                     | 6         | 197 / 509 | 77   |
|                                 | Unió Social Cristiana (CSU)         | 2.450.286                           | 8.91                | 42                  | 2.427.387           | 8.81                   | 10                     |                        | 52 / 402  | 28        |      |
| Partits de la Unió (CDU/CSU)    | Partits de la Unió (CDU/CSU)        | 12.027.945                          | 43.71               | 172                 | 12.443.981          | 45.17                  | 71                     | 6                      | 249 / 509 | 105       |      |
|                                 | Partit Socialdemòcrata (SPD)        | Partit Socialdemòcrata (SPD)        | 8.131.257           | 29.55               | 45                  | 7.944.943              | 28.84                  | 106                    | 11        | 162 / 509 | 22   |
|                                 | Partit Democràtic Lliure (FDP)      | Partit Democràtic Lliure (FDP)      | 2.967.566           | 10.78               | 14                  | 2.629.163              | 9.54                   | 34                     | 5         | 53 / 509  | 4    |
|                                 | Lliga dels Expulsats (GB-BHE)       | Lliga dels Expulsats (GB-BHE)       | 1.613.215           | 5.86                | 0                   | 1.616.953              | 5.87                   | 27                     |           | 27 / 509  | Nou  |
|                                 | Partit Alemany (DP)                 | Partit Alemany (DP)                 | 1.073.031           | 3.90                | 10                  | 896.128                | 3.25                   | 5                      | 15 / 509  | 2         |      |
|                                 | Partit Comunista (KPD)              | Partit Comunista (KPD)              | 611.317             | 2.22                | 0                   | 607.860                | 2.21                   | 0                      | 0 / 509   | 15        |      |
|                                 | Partit de Baviera (BP)              | Partit de Baviera (BP)              | 399.070             | 1.45                | 0                   | 465.641                | 1.69                   | 0                      | 0 / 509   | 17        |      |
|                                 | Partit Popular Alemany (GVP)        | Partit Popular Alemany (GVP)        | 286.465             | 1.04                | 0                   | 318.475                | 1.16                   | 0                      | 0 / 509   | Nou       |      |
|                                 | Partit Imperial Alemany (DRP)       | Partit Imperial Alemany (DRP)       | 204.725             | 0.74                | 0                   | 295.739                | 1.07                   | 0                      | 0 / 509   | Nou       |      |
|                                 | Partit de Centre (Zentrum)          | Partit de Centre (Zentrum)          | 55.835              | 0.20                | 1                   | 217.078                | 0.79                   | 2                      | 3 / 509   | 7         |      |
|                                 | Organització Central Nacional (DNS) | Organització Central Nacional (DNS) | 78.356              | 0.28                | 0                   | 70.726                 | 0.26                   | 0                      | 0 / 509   | Nou       |      |
|                                 | SSW                                 | SSW                                 | 44.339              | 0.16                | 0                   | 44.585                 | 0.16                   | 0                      | 0 / 509   | 1         |      |
|                                 | SHBLD                               | SHBLD                               | 6.269               | 0.02                | 0                   | No va presentar llista | No va presentar llista | No va presentar llista | 0 / 509   | Nou       |      |
|                                 | Unió Patriòtica (VU)                | Unió Patriòtica (VU)                | 2.531               | 0.01                | 0                   | No va presentar llista | No va presentar llista | No va presentar llista | 0 / 509   | Nou       |      |
|                                 | Partit dels Bons Alemanys (PdgD)    | Partit dels Bons Alemanys (PdgD)    | 654                 | 0.00                | 0                   | No va presentar llista | No va presentar llista | No va presentar llista | 0 / 509   | Nou       |      |
|                                 | Independents i altres               | Independents i altres               | 17.185              | 0.06                | 0                   | No va presentar llista | No va presentar llista | No va presentar llista | 0 / 509   | 3         |      |
|                                 |                                     |                                     |                     |                     |                     |                        |                        |                        |           |           |      |
| Vots vàlids                     | Vots vàlids                         | Vots vàlids                         | 27.519.760          | 96.63               |                     | 27.551.272             | 96.74                  |                        |           |           |      |
| Vots en blanc/nuls              | Vots en blanc/nuls                  | Vots en blanc/nuls                  | 959.790             | 3.37                | 928.278             | 3.26                   |                        |                        |           |           |      |
| Total                           | Total                               | Total                               | 28.479.550          | 100.00              | 242                 | 28.479.550             | 100.00                 | 245                    | 22        | 509       | 107  |
| Votants registrats/participació | Votants registrats/participació     | Votants registrats/participació     | 33.120.940          | 33.120.940          | 33.120.940          | 85.99                  | 85.99                  | 85.99                  | 7.50      | 7.50      | 7.50 |
| Font:                           |                                     |                                     |                     |                     |                     |                        |                        |                        |           |           |      |

## Post-elecció
Tot i guanyar les eleccions federals alemanyes de 1953, que van tenir lloc poc després de la insurrecció del 17 de juny al Berlín Est, per majoria absoluta, Konrad Adenauer amplià el seu govern amb la incorporació de la Lliga dels Expulsats.